# Omanosaura
Omanosaura – rodzaj jaszczurek z rodziny jaszczurkowatych (Lacertidae).

## Zasięg występowania
Rodzaj obejmuje gatunki występujące w Omanie i Zjednoczonych Emiratach Arabskich. 

## Systematyka

### Etymologia
Omanosaura: Oman, państwo w Azji; σαυρος sauros „jaszczurka”.

### Podział systematyczny
Do rodzaju należą następujące gatunki: 
- Omanosaura cyanura (Arnold, 1972)
- Omanosaura jayakari (Boulenger, 1887).